# Dabik (Síria)
Dabiq (àrab: دابق, Dābiq) és una ciutat de Síria, al districte d'Azaz, a la governació d'Alep, a la carretera entre Manbij i Antioquia. Corre per la població el riu Kuwayk i la ciutat és a la plana de Mardj Dabiq a una altura d'uns 450 metres sobre el nivell de la mar.
La ciutat existia ja sota els assiris amb el nom de Dabigu, que els grecs van anomenar més tard Dabekon. Els àrabs la van anomenar Dabiq i sota omeies i abbàssides fou una base per a les expedicions a territori romà d'Orient. El califa omeia Sulayman ibn Abd-al-Màlik hi va residir força temps i hi va morir el setembre del 717, sent enterrat a la ciutat; Úmar ibn Abd-al-Aziz, el seu successor, fou proclamat califa allí mateix. Va perdre importància a poc a poc, tant sota els abbàssides com posteriorment.
És famosa per la batalla lliurada a la Plana de Dabiq (Mardj Dabiq) entre el sultà mameluc Qànsawh al-Ghawrí i el sultà otomà Selim I el 24 d'agost de 1516; els otomans, mercès a la seva artilleria, van aconseguir una victòria decisiva i el sultà mameluc va trobar la mort a la lluita.